# Лангдон Плејс (Кентаки)
Лангдон Плејс (енгл. Langdon Place) град је у америчкој савезној држави Кентаки.

## Демографија
По попису из 2010. године број становника је 936, што је 38 (-3,9%) становника мање него 2000. године.
| Група             | 2000.       | 2010.       |
| Белци             | 819 (84,1%) | 713 (76,2%) |
| Афроамериканци    | 80 (8,2%)   | 104 (11,1%) |
| Азијати           | 45 (4,6%)   | 51 (5,4%)   |
| Хиспаноамериканци | 11 (1,1%)   | 46 (4,9%)   |
| Укупно            | 974         | 936         |